# Alexander Enmann
Alexander Enmann, né le 1er septembre 1856 à Pernau en Russie (aujourd'hui Pärnu en Estonie) et mort le 14 juillet 1903 à Saint-Pétersbourg, est un philologue germano-balte.

## Biographie
Enmann étudie de l'histoire de 1874 à 1880 à l'université de Dorpat (aujourd'hui Tartu). De 1883 à 1897, il est bibliothécaire de l'Académie russe des sciences à Saint-Pétersbourg. Il est en même temps enseignant d'histoire à l'école Sainte-Catherine (1885-88) et à celle de la paroisse réformée de Saint-Pétersbourg (1888-1903).
On lui doit la découverte de l'Enmanns Kaisergeschichte, une œuvre historique perdue du IVe siècle.